# Бельский повет (Подляское воеводство)
Бельский повет (пол. Powiat bielski) — повет (район) в Польше, входит как административная единица в Подляское воеводство. Центр повета — город Бельск-Подляски. Занимает площадь 1385,2 км². Население — 56 879 человек (на 30 июня 2015 года).

## Административное деление
| Герб | Гмина            | Статус    | Площадь, км² | Население, чел. | Административный центр |
| Герб | Бельск-Подляский | городская | 26,9         | 26 137          |                        |
| Герб | Бельск-Подляский | сельская  | 430,14       | 6946            | Бельск-Подляский       |
| Герб | Боцьки           | сельская  | 227,3        | 4562            | Боцьки                 |
| Герб | Браньск          | городская | 32,4         | 3847            |                        |
| Герб | Браньск          | сельская  | 112,67       | 5981            | Браньск                |
| Герб | Вышки            | сельская  | 206,5        | 4580            | Вышки                  |
| Герб | Орля             | сельская  | 159,68       | 2885            | Орля                   |
| Герб | Рудка            | сельская  | 70,21        | 1941            | Рудка                  |

## Демография
Население повета дано на 30 июня 2015 года.
| Перепись            | Всего  | Мужчины | Женщины |
| ------------------- | ------ | ------- | ------- |
|                     | чел.   | чел.    | чел.    |
| Всего               | 56 879 | 28 154  | 28 725  |
| Городское население | 29 984 | 14 539  | 15 445  |
| Сельское население  | 26 895 | 13 615  | 13 280  |